# Dente di cane (araldica)
In araldica il fiore di dente di cane compare raramente e quasi esclusivamente nell'araldica civica, come nel caso seguente, relativo ad un comune della Repubblica Ceca.

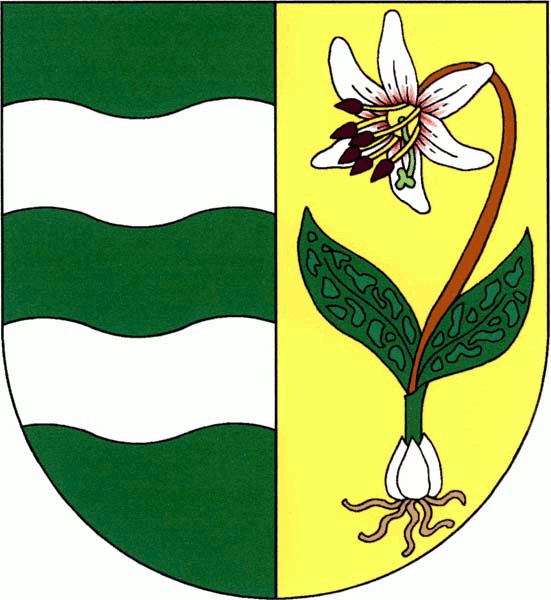
Dente di cane (Hradištko, Repubblica Ceca)